# 조자정
조자정(長者町)은 지바현 이스미군에 일찍이 존재했던 정이다. 

## 지리
- 현재의 이스미시에 해당한다.
- 마을 지역은 산이 많은 지형이 많다.
- 마을은 이스미강 하구에 위치해 있다.
- 마을은 태평양에 접해 있다.

## 역사
- 1889년 4월 1일 - 정촌제 시행에 수반해 이스미군 아사히정이 성립하였다.
- 1900년 7월 25일 - 아사히정이 개칭해 조자정이 되었다.
- 1953년
  - 5월 18일 -국도 제128호선이 제정되었다.
  - 7월 1일 - 나카네촌을 편입하였다.
- 1961년 8월 1일 - 다이토정과 합병해 미사키정이 성립하여, 동일 조자정은 폐지되었다.

## 인구
| 1902년 | 3,586 |
| 1920년 | 3,143 |
| 1940년 | 3,160 |
| 1950년 | 4,331 |
| 1960년 | 6,682 |

## 교통

### 철도
- 국철 (→ 동일본 여객철도)
  - 가사라즈선 (→ 우치보선)